# Institut für Himalaya-Studien „Urusvati“

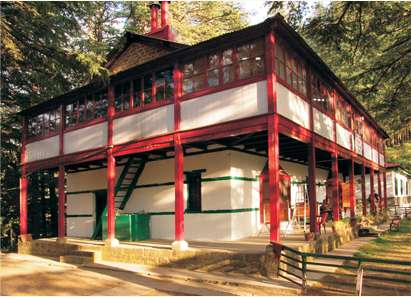
Institut für Himalaya-Studien „Urusvati“ gegründet von den Roerichs

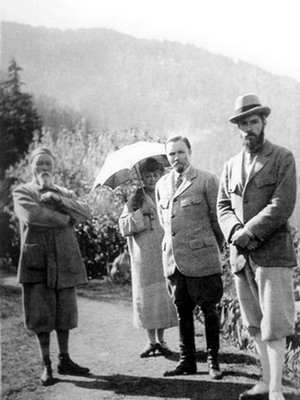
Nicholas Roerich mit seiner Frau und seinen beiden Söhnen

Das Institut für Himalaya-Studien „Urusvati“ (russisch Институт Гималайских исследований «Урусвати») war ein neotheosophisches Institut der Roerich-Bewegung, das von 1928 bis 1939 im indischen Himalaya tätig war. Der Begriff „Urusvati“ („Licht des Morgensterns“) stammt aus dem Sanskrit. Juri Nikolajewitsch Roerich (George Roerich), der älteste Sohn von Nikolai Konstantinowitsch Roerich (Nicholas Roerich) und Jelena Iwanowna Roerich (Helena Roerich), war über mehr als zehn Jahre der Direktor des Instituts.
Archivmaterial des „Urusvati“-Instituts wird jetzt im nach N.K. Roerich  benannten Internationalen Zentrum-Museum (in Moskau) aufbewahrt.
Das Institut gab das Urusvati Journal heraus.
Aufgrund des Ausbruchs des Zweiten Weltkriegs wurde 1939 die Arbeit des Instituts eingestellt.
Der russische Maler und Forscher Nicholas Roerich hatte sich Anfang des 20. Jahrhunderts in Naggar (Distrikt Kullu) niedergelassen. Das Roerich-Anwesen, sein zweistöckiges Haus, ist heute ein Museum und die Hauptattraktion der Stadt mit einer Sammlung seiner beliebten Gemälde.